# Ковалов
Ковалов (на словашки: Koválov) е село в окръг Сеница, Търнавски край, Западна Словакия. Населението му е 698 души.
Разположено е на 210 m надморска височина, на 10 km западно от град Сеница. Площта му е 13,62 km². Кмет на селото е Владимир Лабаш.